# ソナチネ (バルトーク)
ベーラ・バルトークの《ソナチネ》は、1915年に作曲されたピアノ独奏曲である。
1931年に自身で管弦楽曲として編曲し、管弦楽曲版については題名を「トランシルヴァニア舞曲」に改めている。また同じ1931年に、バルトークの友人であるヴァイオリン奏者のアンドレ・ジェルトレルが手がけたヴァイオリンとピアノのための編曲が存在する。この編曲版の出版の際に「sur des thèmes paysans de Transylvanie（トランシルヴァニアの農民の主題による）」という副題が附された。
- 原語曲名：Sonatina
- 演奏時間：約4分
- 作曲時期：1915年
- 初演：1920年4月16日、ポジョニ（現ブラチスラヴァ）にて作曲者のピアノ独奏による。
管弦楽版は1932年1月14日にブダペストにてマッシモ・フレッチャの指揮によって。

## 概説
バルトーク自身がハンガリー王国領内（現在ルーマニア領であるトランシルヴァニア地方）で採集した民俗音楽の旋律に基づいている、以下の3つの楽章からなり、5つの旋律が引用（両端楽章はそれぞれ2つずつ）されている。
なお、「ソナチネ（小さいソナタ）」という名前でありながら、3曲の中にソナタ形式の曲は存在しない（すべて三部形式で構成されている）。1944年にAsk the Composerというラジオ番組のバルトーク特集回において、バルトークが「このソナチネは元々、ルーマニア民俗舞曲集として作曲されました。その中から3曲を選んで『ソナチネ』という題名をつけたものです。」と述べているように、古典的な意味のソナチネというよりも「小品集」という意を込めたものと考えられている。

## 曲の構成
3つの楽章にはそれぞれタイトルがついているが、管弦楽版では削除されている。また各曲については先述のラジオ放送の際に寄せたバルトーク本人の解説を付記する。
1. バグパイプ吹き（ハンガリー語：Dudások ／英語：Bagpipers） 
「2人のバグパイプ演奏家が、互いに掛け合いで舞曲を演奏する舞曲です。」
2. 熊踊り（Medvetánc / Bear Dance）
「農民のフィドル奏者が、熊の声に似せるために低音弦（G線とD線）で演奏しました。一般にヴァイオリン奏者は、E線を使います。」
3. 終曲（Finale ）
「この楽章にも、農民のフィドル奏者たちの奏でる民俗音楽の旋律が含まれています。」
はじめの主題はトルコの舞曲からの影響があるとされる。